# 오케이 목장의 결투 (영화)
《오케이 목장의 결투》(영어: Gunfight at the O.K. Corral)는 1881년 10월 26일에 발생한 실제 사건을 어느 정도 기반으로 하는 버트 랭커스터, 커크 더글러스 주연의 1957년 미국의 서부 영화이다. 존 스터지스가 감독하였다.

## 줄거리
닥 헐리데이는 전직 치과 의사이자 떠돌이 도박사로서 서부에서는 가장 빠른 총잡이이다. 그는 악당 한 명을 죽인 뒤 살인죄로 감옥에 갇힌다. 이에 분노한 주민들은 그를 교수형에 처하라고 한다. 보안관 와이어트 어프는 마침 이곳을 방문하였고 닥 헐리데이는 그에게 구출되어 목숨을 건진다. 이후 얼마 지나지 않아 닥 헐리데이는 와이어트 어프가 보안관으로 있는 닷지 시티에 등장한다. 그곳에 은행 강도범들이 오자 닥 헐리데이는 와이어트 어프와 함께 이 강도범들을 해치운다.

## 캐스트
- 버트 랭커스터 – 와이어트 어프
- 커크 더글러스 – 닥 할리데이
- 론다 플레밍 – 로라 덴보
- 조 밴플리트 – 케이트 피셔
- 데니스 호퍼 – 빌리
- 드포레스트 켈리 – 모건
- 리 밴클리프 – 베일리

### KBS (1997년 12월 7일)[3][4][5][6][7]
- 유강진 - 와이어트 어프(버트 랭커스터)
- 김정호 - 닥 할리데이(커크 더글러스)
- 이선영 - 케이트 피셔(조 밴플리트)
- 이경자 - 로라 덴보(론다 플레밍)
- 김태연 - 윌슨(프랭크 파이른)
- 온영삼 - 존(조지 매튜스)
- 문영래 - 상하이(테드 드 코시아) / 프랭크(믹키 심슨) / 뱃(케네스 토비)
- 김창주 - 케리 시장(넬슨 리) / 톰(잭 얼람)
- 김영민 - 버질(존 허드슨) / 찰스(얼 홀리먼)
- 임성표 - 클랜튼(라일 벨트거) / 베일리(리 밴클리프)
- 박규웅 - 링고(존 아일랜드) / 모건(드포레스트 켈리)
- 김옥경 - 버질의 아내(조안 캄덴) / 클랜튼와 빌리의 어머니(올리브 캐리)
- 홍승섭 - 빌리(데니스 호퍼) / 지미(마틴 밀너)
- 성완경 - 바텐더(에단 레이드로)

## 수상
이 영화는 아카데미상에서 2개 후보 부문에 지명되었다.
- 편집 부문 (워렌 로(Warren Low))
- 음향 부문 (조지 더턴(George Dutton))